# Gaillac-d'Aveyron
Gaillac-d'Aveyron är en kommun i departementet Aveyron i regionen Occitanien i södra Frankrike. Kommunen ligger  i kantonen Laissac som ligger i arrondissementet Rodez. År 2022 hade Gaillac-d'Aveyron 326 invånare.

## Befolkningsutveckling
Antalet invånare i kommunen Gaillac-d'Aveyron
Referens: INSEE